# Clune Park
Der Clune Park war ein Fußballstadion in der schottischen Stadt Port Glasgow. Der Fußballverein Port Glasgow Athletic nutzte das Stadion zwischen 1881 und 1912 als Heimspielstätte in der Scottish Football League.

## Hintergrund und Geschichte
Der im Jahr 1878 gegründete Fußballverein Port Glasgow Athletic zog 1881 in den Clune Park an die Glasgow Road. Das Stadion besaß eine überdachte Tribüne auf der Südseite des Spielfelds. Der Verein nutzte das Stadion zunächst als Heimspielstätte als Teil der Scottish Football Alliance zwischen 1891 und 1893.
Der Verein war 1893 Gründungsmitglied der Scottish Football League Division Two, und das erste SFL-Spiel wurde am 12. August dieses Jahres im Clune Park ausgetragen, wobei Port Glasgow Athletic den FC Northern mit 6:1 besiegte. Im Jahr 1902 stieg der Verein in die erste Liga auf und verblieb in der Division One bis 1910.
Greenock Morton musste am 30. Dezember 1905 ein Heimspiel im Clune Park bestreiten, als das Gelände im Cappielow Park für einen Monat geschlossen war, nachdem der Schiedsrichter nach einer Heimniederlage gegen die Glasgow Rangers Anfang des Monats angegriffen worden war.
Der Besucherrekord des Stadions wurde am 10. März 1906 aufgestellt, als Port Glasgow in der dritten Runde des Schottischen Pokals mit 1:0 gegen die Glasgow Rangers vor 11.000 Zuschauern gewann. Die höchste Ligabeteiligung im Clune Park kam später im Jahr, als 8.000 am 25. August 1906 eine 0:2-Niederlage gegen die Rangers sahen.
Partick Thistle nutzte den Clune Park für ein Heimspiel gegen Port Glasgow am 20. März 1909, da ihr neues Firhill Stadium nach ihrem Umzug vom Meadowside noch nicht fertig war.
Im Jahr 1911 trat der Verein aufgrund einer prekären finanziellen Lage aus der SFL aus. Das letzte Ligaspiel im Clune Park wurde am 18. Februar 1911 mit einem 1:1-Unentschieden gegen Leith Athletic ausgetragen. Der Verein war danach kurzzeitig Mitglied der Scottish Football Union.
Das Gelände wurde in den 1920er Jahren geschlossen und wurde für den Wohnungsbau genutzt. Eine der Straßen, die über das ehemalige Gelände gebaut wurden, heißt Clune Park Street, die andere trägt den Namen Robert Street.

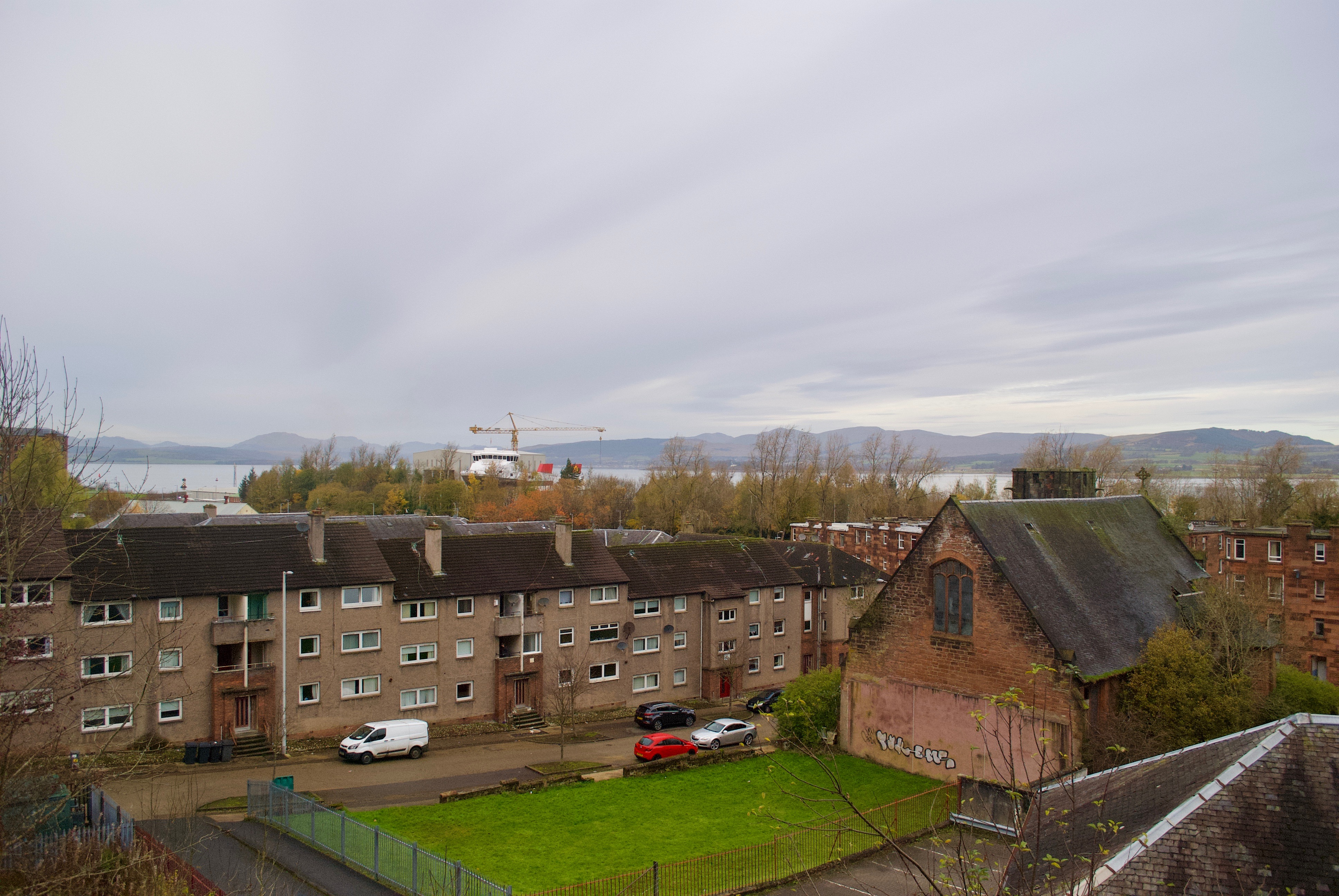
Robert Street